# Mače
Mače es un municipio de Croacia en el condado de Krapina-Zagorje.

## Geografía
Se encuentra a una altitud de 169 m s. n. m. a 70,2 km de la capital nacional, Zagreb.

## Demografía
En el censo 2011, el total de población del municipio fue de 2557 habitantes, distribuidos en las siguientes localidades:
- Delkovec - 143
- Frkuljevec Peršaveški -  54
- Mače - 712
- Mali Bukovec - 258
- Mali Komor -  94
- Peršaves - 320
- Sutinske Toplice - 0
- Veliki Bukovec - 306
- Veliki Komor - 398
- Vukanci - 257